# Duratorq
Duratorq (такође и DuraTORQ или TDCi), је ознака за дизел моторе у Фордовим возилима у Европи 21. века. Остале неповезане јединице у овом асортиману развили су Форд и ПСА. DuraTORQ TDCi мотори су такође доступни у возилима Форд, Јагуар, Ланд Ровер, Волво и Мазда. Кодно име је такође Пума за Форд 2.0 L, 2.2 L и 2.4 L, за Форд 2.4 L кодно име је ЗСД.

## Варијанте
- 1.4 L 8с турбо - 68 КС
- 1.5 L турбо
  - 95 КС
  - 105 КС
  - 120 КС
- 1.6 L 16с турбо, интеркулед - 90 КС
- 1.6 L 16с варијабилне геометрије са турбо пуњачем, интеркулед - 110 КС
- 1.8 L 8с турбо, интеркулед
  - 115 КС
  - 125 КС
- 2.0 L 16с варијабилне геометрије са турбо пуњењем, интеркулед
  - 115 КС
  - 130 КС
  - 133 КС
  - 136 КС
  - 140 КС
  - 163 КС
  - 185 КС
- 2.2 L турбо
  - 85 КС
  - 100 КС
  - 115 КС
  - 140 КС
- 2.4 L турбо
  - 100 КС
  - 115 КС
  - 140 КС
- 2.5 L турбо - 143 КС
- 3.2 L турбо - 200 КС

## Порекло и наследник
Порекло овог мотора је најчешће од Пежоа и Ситроена, ако се прича о страном пореклу. Наследник овог мотора је Форд EcoBlue мотор, а производња DuraTORQ TDCi мотора завршена је 2022. године.